# Autafond
Autafond és un municipi dintre del districte de Sarine en el cantó de Fribourg, a Suïssa.
L'1 de gener de 2016, Autafond va ser annexionat pel municipi de Belfaux.

## Història
La primera vegada que Autafond va ser esmentat va ser el 1236 com a Auta-fonz.

## Geografia
El 2009, Autafond va tenir una àrea de 2.4 quilòmetres quadrats. D'aquesta àrea, 161 quilòmetres quadrats o el 66,5% és utilitzat per propòsits agrícoles, mentre que el 73 quilòmetres quadrats o el 30.2% és bosc. De la resta de l'àrea, 9 quilòmetres quadrats o el 3,7% és construccions (edificis o carreteres).
De l'àrea construïda, l'allotjament i els edificis són el 0.8% i la infraestructura de transport és el 2,1%. Fora de la terra construïda, el 28,1% de l'àrea de terra total és fortament boscosa i el 2,1% és cobert amb horts o grups petits d'arbres. De la terra agrícola, el 38% és utilitzat per fer créixer collites i el 27,7% són pastures.
El municipi està localitzat en el districte de Sarine.

## Demografia
Autafond tenia una població (2014) de 68 habitants. El 2008, el 5,8% de la població eren residents al estranger.
La majoria de la població (2000) parlava francès (69 habitants o el 85.2%) sent la seva primera llengua, amb la resta que parla alemany.
El 2008, a la població el 55,8% eren homes i el 44,2% eren dones.

La població històrica és donada en el gràfic següent:

## Política
En les eleccions federals el partit més popular era el CVP que va rebre el 41.7% dels vots. El pròxims tres partits més populars eren el SVP (22.3%), el FDP (21.7%) i el SP (4.7%).

## Economia
A 2010, Autafond va tenir un índex d'atur del 2%. A 2008, 20 persones va emprar en el sector econòmic primari i aproximadament 7 negocis van implicar en aquest sector. Ningú va ser emprat en el sector secundari o el sector terciari.

## Religió
Del cens del any 2000, 67 habitants o el 82.7% era Catòlic Romà, mentre 12 habitants o el 14.8% pertany a l'església reformada suïssa. 1 habitant (o aproximadament 1.23% de la població) no pertanyia a cap església, és agnòstic o ateu, i 1 habitant (o aproximadament el 1.23% de la població) no va contestar el qüestionari.

## Educació
A Autafond aproximadament 24 habitants o el 29.6% de la població ha completat la educació secundària superior no obligatòria, i 7 habitants o el 8.6% ha completat l'educació més alta addicional (qualsevol universitari o un Fachhochschule).
A data del any 2000, hi hi havia 17 estudiants d'Autafond que van assistir a escoles a fora del municipi.